# Whitesboro (New York)
Pour les articles homonymes, voir Whitesboro (homonymie).
Withesboro est un village du comté d'Oneida, dans l'État de New York, aux États-Unis. Elle comptait 3 772 habitants au recensement de 2010.

## Personnalité
- Daniel Brainard (1812-1866), chirurgien, y est né.